# Csáfordjánosfa
Csáfordjánosfa è un comune di 244 abitanti situato nella contea di Győr-Moson-Sopron, nell'Ungheria nordoccidentale.